# 4. korpus (Združeno kraljestvo)
4. korpus je bil korpus Britanske kopenske vojske, ki je bil aktiven med prvo in drugo svetovno vojno.

## Zgodovina
Med prvo svetovno vojno se je korpus bojeval na zahodni fronti, med drugo svetovno vojno pa na Norveškem, Iraku, Indiji in Burmi.